# Drew Binsky

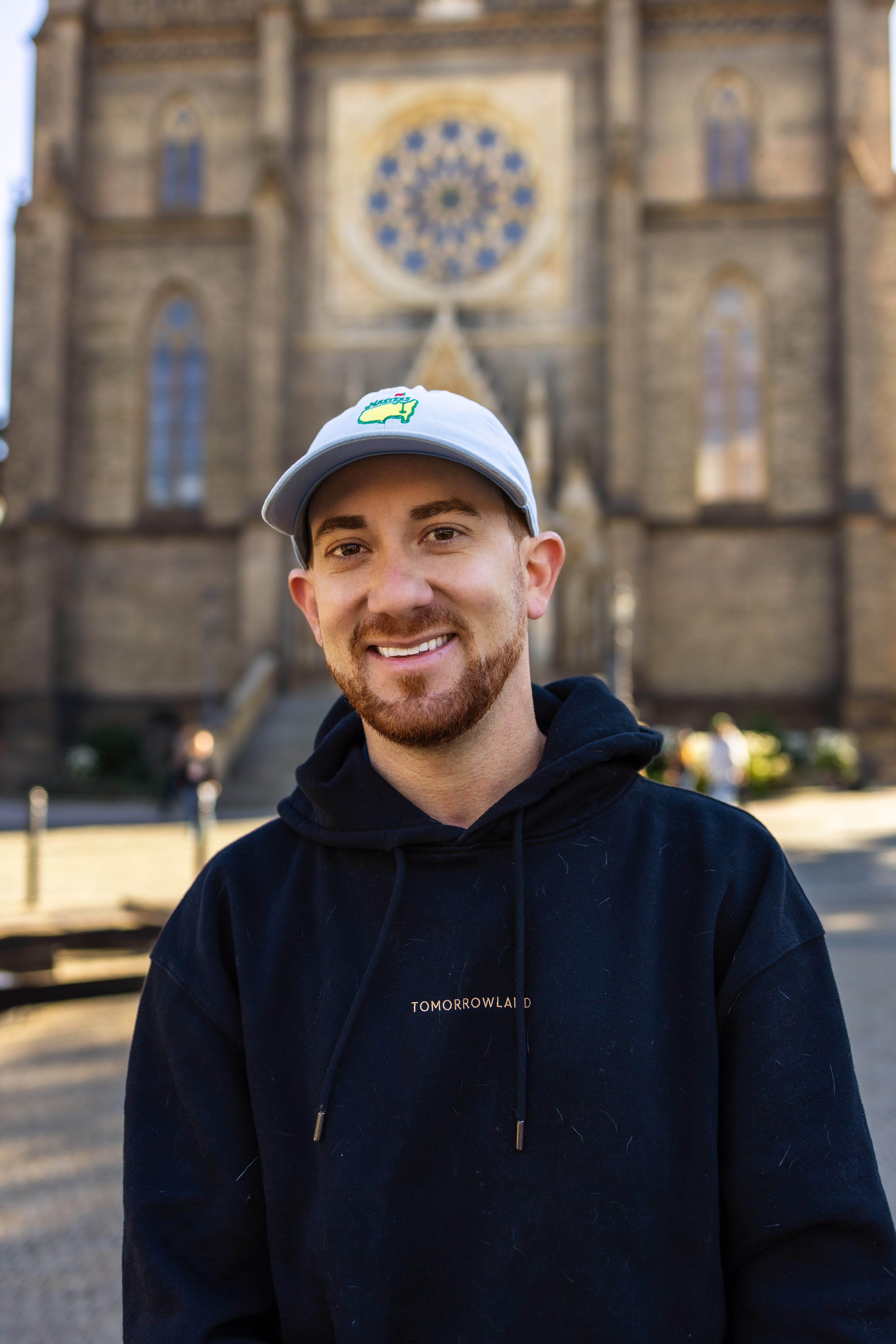
Drew Binsky 2024 in Prag

Drew Goldberg, besser bekannt unter seinem Online-Pseudonym Drew Binsky (* 24. Mai 1991 in Dallas), ist ein amerikanischer Reise-Blogger und Vlogger.

## Leben
Binsky studierte Entrepreneurship und Wirtschaft an der University of Wisconsin–Madison (Bachelor of Science).
Er dokumentiert seine Reisen auf seinem YouTube-Kanal und anderen sozialen Medienkonten. Er hatte  1,7 Milliarden Aufrufe seiner Videos und sechs Millionen Abonnenten. Bis März 2020 hatte er 191 Länder besucht und ursprünglich geplant, bis Juni 2020 jedes Land der Welt zu besuchen, bis die COVID-19-Pandemie den Besuch letzten Länder vorerst verhindert hat. Binsky hat jedes von den Vereinten Nationen anerkannte Land der Erde besucht. Das letzte besuchte Land ist Saudi-Arabien, in welchem er am 29. Oktober 2021 angekommen ist.
Er war der Guinness-Weltrekordhalter für die meisten Besuche von UNESCO-Welterbestätten innerhalb von 24 Stunden.